# 로버트 브라운 (식물학자)

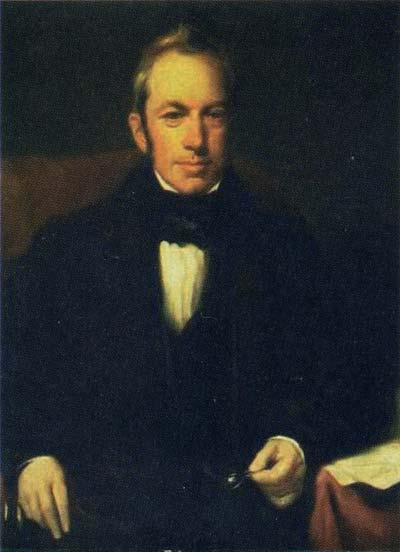
로버트 브라운.

로버트 브라운(Robert Brown, 1773년 12월 21일 ~ 1858년 6월 10일)은 영국의 식물학자이다. 에든버러 대학 의학부를 나와 오스트레일리아로 탐험을 가서 식물에 대한 조사를 하였다. 후에 대영 박물관 식물부 주임이 되었다. 1827년 물에 넣은 꽃가루에서 나온 미세한 입자가 움직이는 것을 현미경으로 발견했는데, 이것은 움직이는 물 분자가 입자에 부딪혀 일어나는 것이다. 액체 속에서 움직이는 매우 작은 분자의 이런 움직임을 브라운 운동이라 부른다. 이 이론은 후에 아인슈타인에 의해 증명되었다. 1831년 세포 속의 핵을 발견하였다.